# 张登镇
张登镇，是中华人民共和国河北省保定市清苑区下辖的一个乡镇级行政单位。

## 行政区划
张登镇下辖以下地区：
张登村、张登屯村、张登店村、谢庄村、吕家屯村、北和庄村、全昆村、北邓村、清凉城村、西王庄村、河北王庄村和河北李庄村。